# Plan de sauvetage américain de 2021
Build Back Better Plan
Le plan de sauvetage américain de 2021 est un plan de relance lancé aux États-Unis par le président Joe Biden, afin de relancer l'économie américaine après la pandémie de Covid-19. Il est adopté le 10 mars 2021 par le Congrès pour un montant de 1 900 milliards de dollars.

## Historique

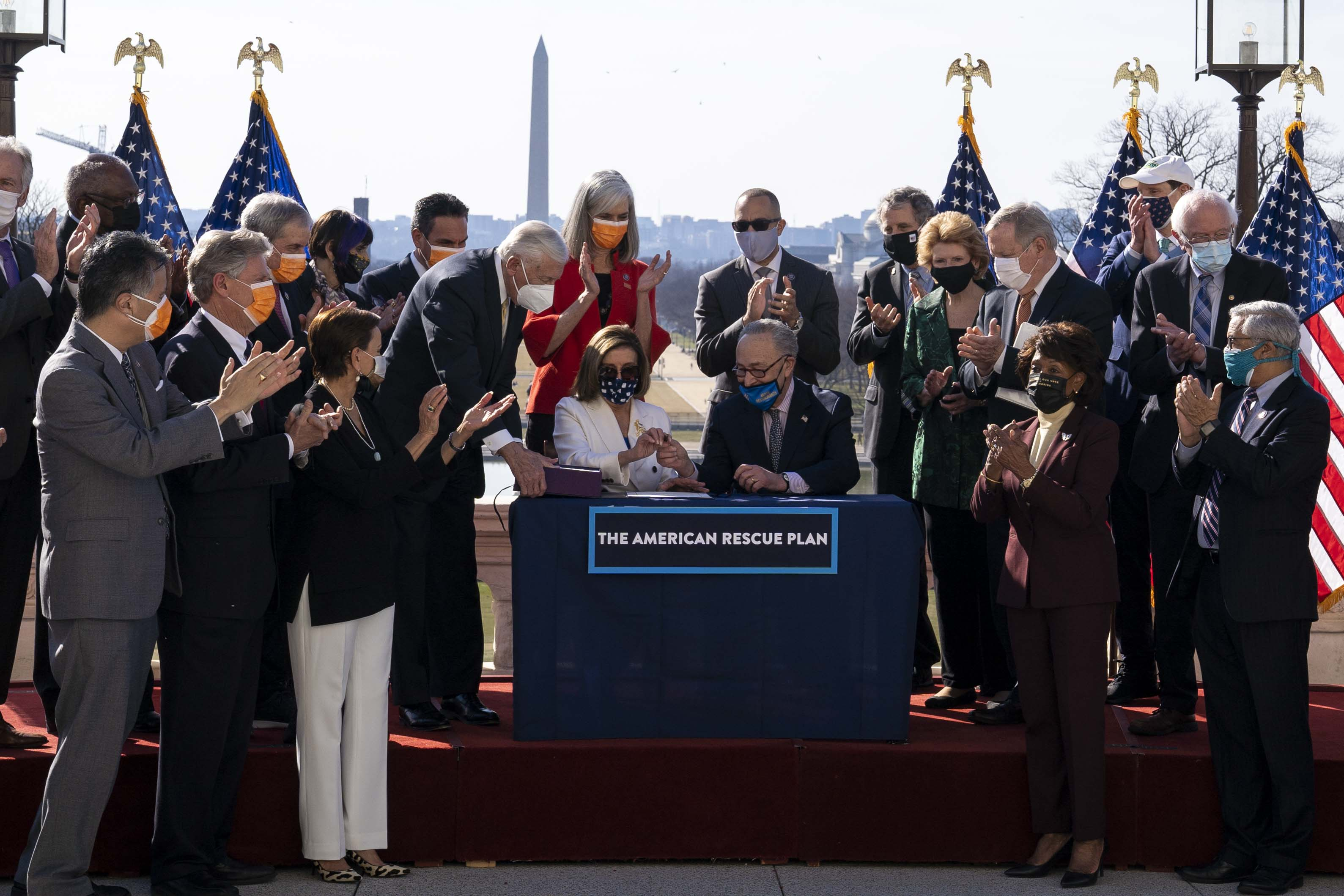
Le document présenté au public par des représentants démocrates du congrés le 10 mars 2021.

La pandémie de Covid-19 a frappé les États-Unis de manière particulièrement violente, avec plus d'un million de morts officiels. En réaction, dès sa campagne pour l'élection présidentielle, Joe Biden annonce un ambitieux plan de relance économique. Le montant annoncé est alors de 700 milliards de dollars.
Toutefois, avant même son investiture en janvier 2021, Joe Biden actualise le montant prévu du plan, qui s'élève dès lors à 1 900 milliards de dollars, soit un montant comparable au produit intérieur brut de l'Italie.
Le 27 février 2021, le plan est adopté à la Chambre des représentants par 219 voix contre 212. Le 10 mars 2021, le Congrès adopte ce plan, le Sénat ayant voté à cinquante voix pour et cinquante voix contre. La promulgation a lieu le lendemain.

## Nature de l'aide
Plusieurs mesures principales sont prévues par le plan, destinées aux ménages, au secteur médical, aux établissements d'enseignement, aux collectivités locales et aux États, enfin aux petites entreprises.
La première mesure est un don direct du gouvernement aux ménages américains les plus modestes. Les personnes seules dont le revenu est inférieur à 75 000 dollars annuels ainsi que les couples mariés gagnant moins de 150 000 dollars par an, soit 85 % des ménages, reçoivent un chèque de 1 400 dollars par personne, soit un coût total de la mesure de quatre cents milliards de dollars,,.
Une seconde mesure concerne les allocations chômage additionnelles, prolongées jusqu'au 6 septembre 2021, à hauteur de trois cents dollars hebdomadaires. Les démocrates proposent initialement un montant de quatre cents dollars, mais cette proposition est abandonnée durant la compagne présidentielle,.
Un crédit d'impôt pour garde d'enfants est également inclus dans le plan, et concerne toutes les familles indépendamment de leurs revenus. Habituellement de deux mille dollars par enfant de moins de dix-sept ans, il est rehaussé à 3 600 dollars pour les enfants jusqu’à cinq ans et jusqu’à 3 000 dollars dollars pour les enfants plus âgés. 75 milliards de dollars sont directement affectés à la lutte contre la pandémie, dont quinze milliards pour la vaccination, cinquante milliards pour les tests et le suivi de la situation sanitaire, enfin dix milliards pour la production de vaccins,.
Les établissements d'enseignement sont également bénéficiaires du plan : 126 milliards de dollars sont alloués aux écoles, 39 milliards aux crèches et 40 milliards aux universités. La partie la plus contestée du plan est l'aide directe aux collectivités et aux États, qui s'élève à 350 milliards de dollars. Enfin, l'aide aux petites entreprises, et surtout au secteur de la restauration, s'élève à 25 milliards de dollars.

## Dépenses
L'aide directe aux ménages est versée dès la fin du mois de mars.